# Paracatu
Paracatu es un municipio brasileño del estado de Minas Gerais.
Su población estimada en 2010 era de 84 718 habitantes.

## Toponimia
"Paracatu" es un término de origen tupí que significa "río bueno", a través de la unión de los términos pará ("río") y katu ("bueno").

## Historia
Antes de la llegada de los europeos al continente americano, la porción central del Brasil era ocupada por indígenas del tronco lingüístico macro-jê, como los acroás, los xacriabás, los xavantes, los caiapós, los javaés etc.

## Geografía

### Hidrografía
El principal río de Paracatu es el río que da nombre al municipio y que pertenece a la cuenca del río São Francisco. La región es relativamente seca, siendo necesario, para incentivar la agronomía en la región la construcción de inmensos canales de irrigación para la instalación de pivotes centrales (proyecto conocido como Entre Ribeiros).

### Vegetación
Predomina, en Paracatu, la vegetación típica del cerrado, con bosques de galería al borde de ríos.